# Warszawska Resursa Kupiecka

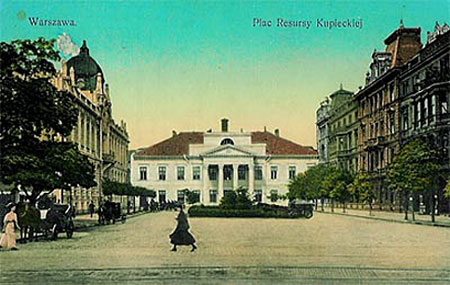
Der Mniszech-Palast war von 1829 bis 1939 Sitz der Warszawska Resursa Kupiecka

Die Warszawska Resursa Kupiecka (auch Stowarzyszenie Warszawskich Kupców, deutsch etwa: Gesellschaft Warschauer Kaufleute, früher auch als Kaufmanns-Ressource, Kaufmännische Ressource oder Gesellige Vereinigung der Grosskaufmannschaft bezeichnet) war eine 1820 gegründete Vereinigung von Warschauer Kaufleuten.
Mitglieder bei der Gesellschaft waren nicht nur Kaufleute, sondern auch andere Mitglieder des wohlhabenden Bürgertums und der Intelligenz. Es wurden neben geschäftlichen auch viele gesellschaftliche Veranstaltungen durchgeführt; dazu gehörte Abendessen, Feste, Bälle und Konzerte. Die Räumlichkeiten der Resursa konnten auch zu privaten Festen angemietet werden. Mitglieder konnten sich in geeigneten Zimmern treffen, die Gesellschaft verfügte über eine Bücherei und Zeitungsauslage. Zweck der Gesellschaft war die Förderung geschäftlicher und privater Kontakte sowie die Erholung beim geselligen Beisammensein. Besonders wichtig war auch die Förderung der Musikkultur. So gab Frédéric Chopin mehrere Konzerte in Räumen der Resursa.
Zunächst befand sich der Sitz der Gesellschaft im Młodziejowski-Palast in der Ulica Miodowa. Von 1829 bis 1939 diente der Mniszech-Palast in der Ulica Sentorska als Sitz.
Im Jahr 1832 kam es zu einer Abspaltung von Teilen der Mitglieder, die eine weitere Gesellschaft, die Nowa Resursa Kupiecka, gründeten, die später in Resursa Obywatelska (deutsch etwa: Bürgergesellschaft) umbenannt werden sollte. Der Sitz der neuen Gesellschaft wurde in den Palast zu den vier Winden in der Ulica Długa verlegt, wo er bis 1856 verblieb. Von 1856 bis 1861 war der heute nicht mehr existierende Tarnowski-Palast an der Ulica Krakowskie Przedmieście Heimat der Gesellschaft. Im Jahr 1861 bezog sie ein eigens errichtetes Gebäude (Gmach Resursy Obywatelskiej), ebenfalls an der Krakowskie Przedmieście gelegen. Hier verblieb sie bis 1939.